# Людовик I Благочестивый
Людо́вик I Благочести́вый (лат. Hludovicus Pius, фр. Louis le Pieux, нем. Ludwig der Fromme; 16 апреля (?) 778, Шассеню-дю-Пуату — 20 июня 840, Ингельхайм-ам-Райн) — король Аквитании (781—814), король франков и император Запада (814—840) из династии Каролингов.
Людовик Благочестивый стал последним единовластным правителем единого Франкского государства. Унаследовав трон после смерти своего отца, императора Карла Великого, Людовик успешно продолжил отцовскую политику реформ, но последние годы его правления прошли в войнах против собственных сыновей и внешних врагов. Государство оказалось в глубоком кризисе, который через несколько лет после его смерти привёл к распаду империи и образованию на её месте нескольких государств — предшественников современных Германии, Италии и Франции.

## Рождение и характер Людовика
О дате рождения Людовика известно немного. «Анналы королевства франков», фиксировавшие все важнейшие события в государстве за текущий год, ни словом не упоминают об этом событии. Лишь в сочинениях позднейших хронистов сообщается, что это произошло в 778 году — незадолго до возвращения Карла Великого из испанского похода. Возможной датой рождения Людовика считают 16 апреля. Родился он на вилле Кассиногилум (лат. Cassinogilum), получив первым из Каролингов имя «Людовик». У Людовика был брат-близнец, получивший имя Лотарь (первым из Каролингов), но умер младенцем.
Подобно отцу, Людовик был прост в привычках и воздержан в пище. Он имел глубокие знания в богословии и свободных науках, говорил не только по-романски и по-немецки, но также и на латыни, понимал греческий язык. Его управление Аквитанией современники признавали разумным, а принятые им меры по уменьшению налогов были распространены Карлом Великим на всю Франкскую империю.
По словам Астронома, в Людовике рано проявились недостатки, которые неблаготворно отразились на нём как на правителе: он не умел верно судить о людях и поэтому часто слушал дурных советников, был слишком усерден к Церкви и до расточительности щедр к духовенству, не мог удерживать вельмож от притеснения народа. У него не было многих качеств, нужных для управления столь обширным государством, окружённым воинственными соседями. Он сам чувствовал, что не рождён быть государем. Если бы его не удерживали друзья и жена Ирменгарда, то он, подобно своему двоюродному деду Карломану, мог бы покинуть престол ради жизни монаха.

## Король Аквитании (781—813)

### Начало правления

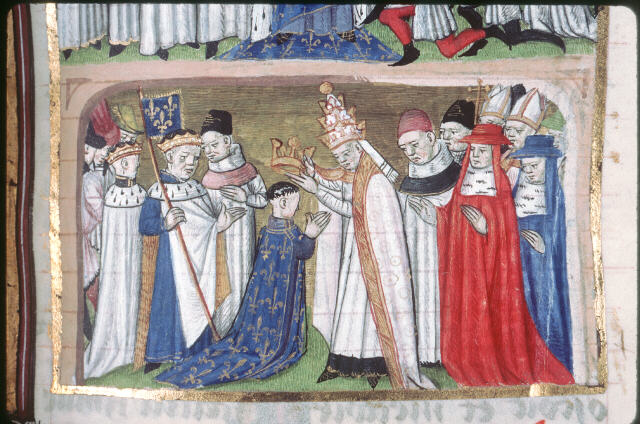
Папа Адриан I коронует Людовика как короля Аквитании. Миниатюра из «Больших французских хроник» (экземпляр Карла Анжуйского, ок. 1460 года)

Чтобы обезопасить границы королевства после поражения от басков в Ронсевале в 778 году Карл Великий возродил Аквитанское королевство. Его королём он назначил своего новорождённого сына Людовика. В 781 году Людовик был коронован в Риме как король Аквитании папой Адрианом I. Управлять королевством при малолетнем короле были назначены регенты.
Аквитанское окружение Людовика составляли преимущественно люди духовного сословия: монах Бенедикт Анианский, ставший со временем главным советником короля по церковным вопросам; священник Элизахар, глава королевской канцелярии; королевский библиотекарь Эббон, занявший позднее архиепископскую кафедру в Реймсе. Именно им юный король был обязан ранним пробуждением крайней религиозности.
Карл всячески стремился пробудить у Людовика интерес к светским делам, дал ему хорошее образование и прекрасную выучку в военных делах, заставлял каждый год участвовать в военных походах против саксов, авар, мавров, в Италию на помощь брату Пипину. Готовясь к престолу, Людовик по воле отца принимал посольства.
В 794 году Карл женил сына на красавице Ирменгарде, дочери Инграмна, графа Хеспенгау.

### Войны с маврами

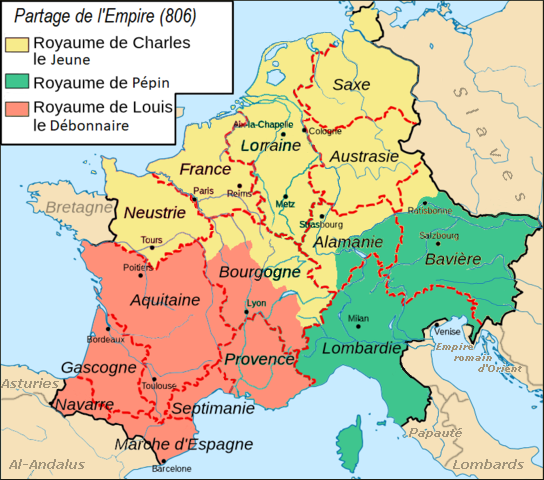
Каролингская империя в начале IX века

В 793 году эмир Кордовы Хишам I предпринял поход в Септиманию и на берегу реки Орбьё (около Нарбонны) нанёс поражение Гильому Желонскому, назначенному в 790 году графом Тулузы. Однако, встретив далее упорное сопротивление, мавры были вынуждены отступить.
В 794 году 16-летний Людовик принял в Тулузе послов короля Астурии Альфонса II, с которым заключил союз против мавров. Также он принял послов Бахалука, предводителя сарацин и правителя горной области близ Аквитании, который просил мира и прислал дары. В это же время он распорядился насчёт надёжной охраны Аквитании: укрепил город Вик, замки Кардону, Картасерру и остальные города, некогда покинутые; вновь населил их и поручил их защиту графу Боррелю. В 799 году власть франков распространилась на Балеарские острова.
В 800 году Людовик предпринял поход в Испанию. Когда он подошёл к Барселоне, вали города Саадун аль-Руайни признал власть франков, но город не сдал. Миновав Барселону, король захватил и разрушил Лериду. Затем, опустошив и другие поселения, дошёл до Уэски, но город взять не смог и ограничился разорением окрестностей.
В 801 году Людовику удалось хитростью выманить правителя Барселоны Саадуна в Нарбонну и силой отправить к императору. Он уже готовился выступить на Барселону, когда восстание в Васконии отвлекло его. Подавив восстание с необычайной жестокостью, Людовик снова двинулся к Барселоне; там он разделил войско на три части, одну оставил при себе в Руссильоне, другую предназначил для штурма города (ею командовал Ростан, граф Жироны), третья же часть, под командованием Гильома должна была прикрывать границу со стороны Сарагосы, чтобы на осаждавших внезапно не напали мавры. Осаждённые в городе послали в Кордову за помощью. Эмир Хакам I сразу отправил войско им на помощь, но оно было разбито Гильомом, который после этого присоединился к осаждавшим город. Вскоре осаждённые стали испытывать жесточайший голод. Когда франки поняли, что город изнурён долгой осадой и вот-вот падёт, они призвали Людовика, чтобы он лично принял капитуляцию, прославив своё имя захватом мощнейшей крепости. Однако защитники Барселоны продолжали стойко держаться, надеясь на трудности франков в период зимних холодов. Тогда и франки начали готовиться к зимней осаде. Увидев это, жители города предали своего вали Харуна, родича и преемника Саадуна, и сдали город. Оставив там для охраны Беру, сына Гильома, получившего титул графа Барселоны, Людовик вернулся в Аквитанию. Захват Барселоны положил начало созданию Испанской марки — пограничного форпоста, призванного обезопасить население Аквитании от набегов мавров.

Испанская марка в начале IX века

Летом 802 года Людовик вновь вторгся в Испанию. Были взяты города Таррагона, Ортона и Луцера, полностью разорена вся округа до самой Тортосы. Затем он разделил своё войско на две части; большую из них сам повёл на Тортосу (не достигнув там результата), а остальному войску приказал перейти через реку Эбро, скрытно зайти в тыл маврам и внезапно напасть на них. Таким образом, франки дошли до города Вилла-Рубеа и разграбили его, но скоро мавры собрали большое войско и перекрыли франкам путь к отступлению в долине Валла-Ибана, природное расположение которой давало возможность уничтожить всё войско франков. Местные жители провели войска франков через горный перевал в тыл мавров. Мавры были разгромлены и бежали. За оказанную в борьбе с сарацинами помощь Людовик Благочестивый в 805 году даровал общине жителей Андорры Великую Хартию свободы (лат. Magna Carta): поэтому в настоящее время 805 год считается годом основания государства Андорра.
В 806 году в Памплоне произошёл мятеж, целью которого было вновь передать город под власть мавров. Для его подавления Людовик послал в город армию, после чего правитель Памплоны граф Веласко признал над собой власть императора франков, а сама Памплона в качестве графства была включена в создаваемую для защиты от мусульман Испанскую марку.
Вскоре король Людовик стал готовиться к новому походу в Испанию. Однако, отец поручил ему защиту побережья от норманнских набегов, а для руководства походом в Испанию прислал Ингоберта. В 809 году войско франков вновь выступило к Тортосе, причём на лошадях и мулах везли разобранные корабли. Основная часть войска, как и в первый раз, сразу двинулась на Тортосу во главе с Ингобертом. Меньшая же часть, с кораблями на повозках, тайно двинулась в обход, потом на кораблях, вместе с лошадьми переправилась через Эбро, намереваясь зайти в тыл врага. Однако этот план провалился: мавры узнали о приближении франков и Абайдун, правитель Тортосы с большими силами напал на этот отряд. Хотя франкам удалось отразить нападение, но внезапного удара уже не получилось, и франки вынуждены были отступить. Ничего не добилась и основная армия, осаждавшая Тортосу.
В 810 году Людовик лично возглавил поход на Тортосу. Карл Великий прислал ему в помощь большое войско. Подступив к городу, Людовик непрерывно атаковал, применяя тараны и другие осадные орудия и, проломив стены, через 40 дней после начала осады взял город. Падение Тортосы было значительной потерей сарацин.
В 811 году Людовик приказал собрать войско и послал его против Уэски. Войском командовал присланный от отца полководец Хериберт. До поздней осени они осаждали Уэску, но не добились ощутимых результатов.

### Мятеж в Васконии
Летом 812 года Людовик был должен подавлять мятеж басков, которые задумали отделиться от него. Разорив всю округу города Дакс, он добился их покорности. Затем, с трудом перейдя через Пиренеи, Людовик спустился к Памплоне, где провёл государственную ассамблею и упорядочил управление Испанской маркой. На его обратном пути баски, нарушив клятву верности, попытались заманить Людовика в засаду, однако их заговор был раскрыт. Франки захватили жён и детей басков в качестве заложников и, прикрываясь ими, вернулись на родину. В этом же году франки заключили мир с арабами Испании.
В результате походов Людовика на юге в качестве защиты от арабов была создана Испанская марка, простиравшаяся до реки Эбро и включавшая современные Каталонию, Наварру и часть Арагона. Её столицей была Барселона, а сама марка поделена на 10—12 графств. Это завоевание дало защиту Аквитании от набегов арабов. Христианскому населению Испании была обеспечена поддержка в борьбе с мусульманскими правителями.

## Император франков (814—840)

### Начало правления

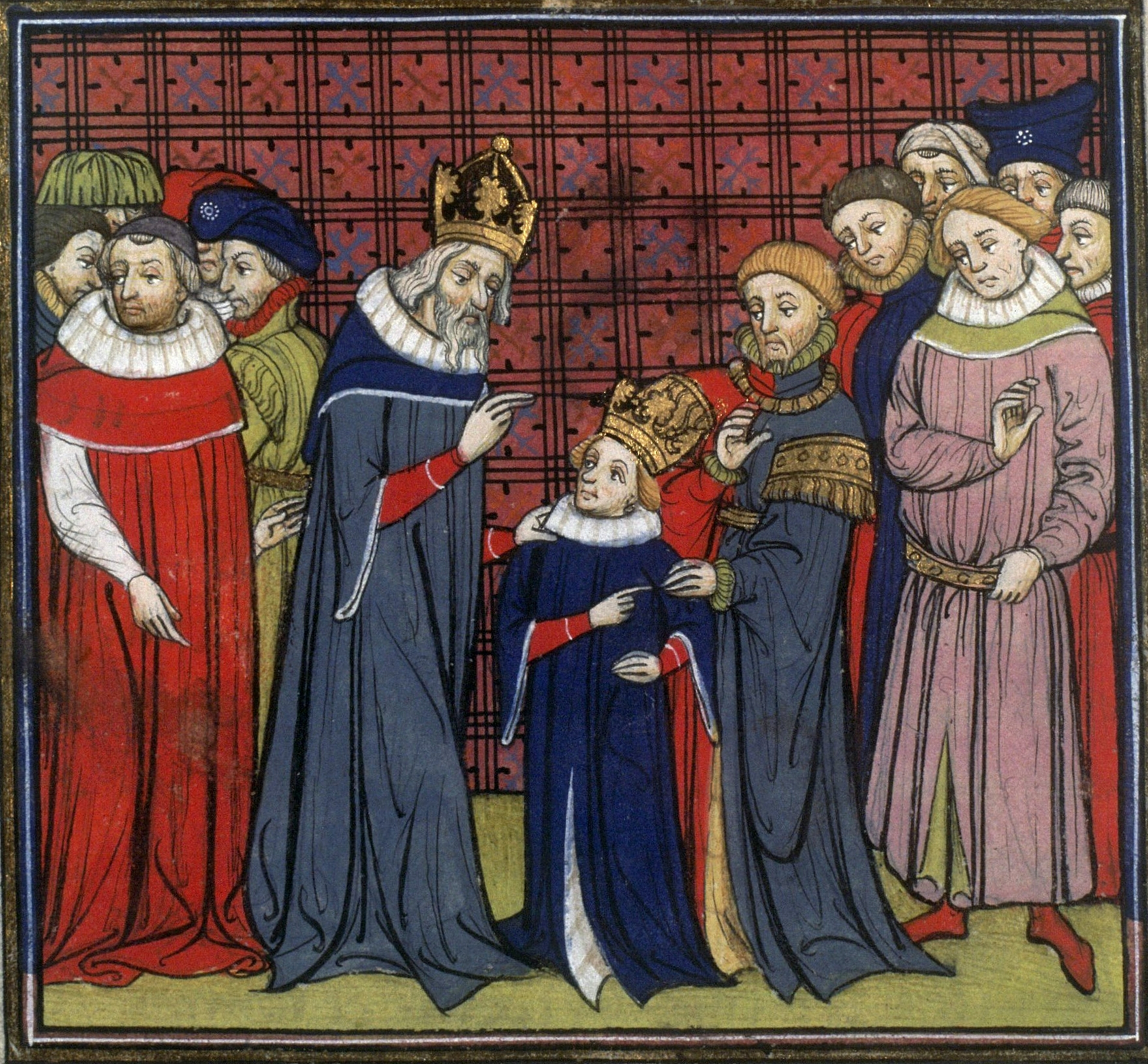
Карл Великий коронует своего сына Людовика Благочестивого. Миниатюра из Больших французских хроник (XIV—XV век).

После смерти старших сыновей Карл Великий в 813 году призвал Людовика к себе в Ахенский дворец. Здесь он пожаловал ему императорский титул и объявил своим соправителем и наследником. 11 сентября состоялась торжественная коронация Людовика. В ноябре он отправился обратно в Аквитанию, но в январе 814 года вернулся из-за смерти отца уже в качестве императора франков.
Ещё до своего приезда в Ахен Людовик сделал распоряжения, сильно изменившие жизнь двора. Прежде всего он приказал взять под стражу любовников своих сестёр, чья легкомысленная жизнь уже давно возмущала его, а самих сестёр разослал по монастырям. Прибыв во дворец, Людовик произвёл раздел личного имущества Карла. Он ничего не дал его побочным детям, зато сделал щедрые пожертвования в церкви и монастыри. Вслед за тем он удалил всех неприятных ему людей, большинство из которых были многолетними соратниками его отца и заменил их теми, кто был при его дворе в Аквитании. Племянник Людовика, король Бернард Итальянский, сын его брата Пипина, приехал к нему как вассал, смиренно выразив покорность. Людовик отпустил его обратно в Италию, но приказал не спускать с него глаз
Людовик, став императором, принял меры для прекращения беззаконий и произвола чиновников, провёл генеральный сейм, на котором принял многочисленные иноземные посольства, произвёл подтверждение ранее сделанных в пользу Церкви дарений.
В июне 816 года умер папа Лев III. Через 10 дней был избран новый папа, Стефан IV (V). Поскольку он был избран без согласия Людовика, то послал императору уведомление о своём избрании, приказав римлянам присягнуть на верность императору. Желая лично увидеть нового императора Запада, папа приехал во Франкское государство. Людовик торжественно встретил его в Реймсе и трижды пал пред ним на землю. 5 октября 816 года папа Стефан торжественно короновал Людовика и его жену Ирменгарду золотой короной, привезённой с собой. Людовик стал первым монархом, коронованным в Реймсском соборе, который на следующую тысячу лет (вплоть до 1825 года) станет традиционным местом коронации французских правителей.

### Ordinatio imperii и восстание Бернарда Итальянского

Каролингская импрерия в 814 г.

Желая закрепить наследственные права своих сыновей, Людовик I Благочестивый в июле 817 года в Ахене обнародовал Акт «О порядке в Империи» (Ordinatio imperii). В нём сообщалось о выделении младшим сыновьям императора собственных владений: Пипин получал Аквитанию, Васконию и Испанскую марку, а Людовик — Баварию и Каринтию. Старший сын Людовика Благочестивого, Лотарь, объявлялся соправителем отца с титулом соимператора. По мнению современных историков, территории, которые должны были перейти к Лотарю, составляли значительную часть Франкского королевства: они включали земли Нейстрии, Австразии, Саксонии, Тюрингии, Алеманнии, Септимании, Прованса и Италии. О короле Италии Бернарде в акте не было сказано ни слова.
Пренебрежение его правами как правителя Италии вызвало недовольство Бернарда, и осенью 817 года он поднял мятеж против императора. Людовик немедленно двинулся с войском в Италию. Будучи не в силах сопротивляться имперской армии, Бернард поспешил к Людовику, чтобы оправдаться и вымолить прощение, но был арестован вместе с лицами, подозреваемыми в причастности к мятежу (в том числе, сводными братьями императора Дрого и Гуго). В апреле 818 года суд в Ахене приговорил Бернарда к смерти, но Людовик заменил её ослеплением, которое было проведено столь жестоко, что через 2 дня после него (17 апреля) Бернард скончался. Остальные участники мятежа понесли более мягкие наказания (часть была пострижена в монахи, часть лишилась своих должностей и имущества).
Фактическая казнь члена королевской семьи произвела тяжёлое впечатление на франкскую знать. Императора стали обвинять в излишней жестокости по отношению к Бернарду. Вскоре Людовик Благочестивый изменил своё мнение на обстоятельства мятежа, в октябре 821 года в Тионвиле было объявлено о помиловании их участников. Им было возвращено имущество и должности, однако лица, постриженные в монахи (в том числе и братья императора), так и остались в духовном звании. Людовик искренне переживал, что оказался виновным в смерти племянника и в августе 822 года в королевском пфальце Аттиньи, в присутствии членов своего двора, публично покаялся в причастности к смерти Бернарда, со слезами, на коленях, прося у Бога прощения за содеянное. Однако многие приближённые императора расценили этот шаг не как акт духовного очищения, а как проявление монархом недопустимой слабости, что в их глазах поколебало авторитет Людовика.

### Войны с бретонцами

#### Восстание 818 года

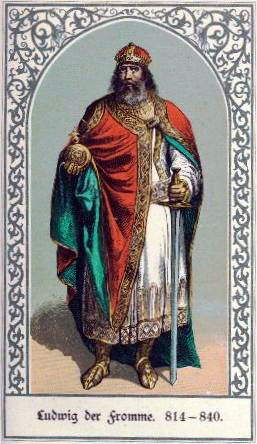
Людовик I Благочестивый.

Бретонцы, формально подчинённые Карлом Великим, ещё долгое время сопротивлялись утверждению власти франков. Ещё в 813 или 814 году в одном документе картулярия Редонского аббатства знатный бретонец Жарнитин был наделён королевским титулом.
В 818 году бретонцы провозгласили своим вождём Морвана (Муркомана), прозванного «опора Бретани» (Lez-Breizh), который стал претендовать на королевский титул. Первоначально Людовик хотел уладить дело мирным путём и послал к нему в качестве посла аббата Витшара, который должен был потребовать от бретонцев подчинения власти императора и возобновления выплаты дани. Морван ответил отказом. В ответ император Людовик собрал большое войско, назначил местом сбора Ванн и, проведя в этом городе военный совет, вторгся в мятежную Бретань. Франки опустошали и выжигали всё на своём пути; бретонцы отвечали налётами и засадами. В конце концов Людовик захватил ставку противника, а Морван был убит королевским конюхом во время переговоров. После этого бретонцы покорились и вновь присягнули на верность. Одним из условий мира было возобновление бретонцами военной службы в войске императора.

#### Восстание 822—825 годов
Тем не менее обстановка в Бретани оставалась напряжённой. В 822 году непокорные бретонцы выбрали нового предводителя — Гвиомарха (Вимарк, Виомарк). Усилий, направленных против него графами Бретонской марки, оказалось недостаточно, и осенью 824 года Людовик Благочестивый вновь отправился в Бретань. Вместе с императором в этом походе приняли участие его сыновья — Пипин и Людовик. Франки провели такую же кампанию, как и в 818 году — и с теми же результатами. Гвиомарх однако, избежал смерти, принеся в 825 году клятву верности Каролингам. Людовик, как обычно, склонился к милосердию, радушно принял его, богато одарил и разрешил вернуться на родину. Однако впоследствии Гвиомарх пренебрёг всеми своими обещаниями и не прекратил нападать на соседние с ним владения верных императору людей. В результате он был схвачен в собственном доме и убит.

#### Возвышение Номиноэ
Утомлённый постоянными конфликтами с бретонцами, Людовик решил, что они охотнее подчинятся своему соотечественнику, и поручил одно из графств Бретонской марки представителю местной знати — Номиноэ. Так, около 830 года, император франков, потративший столько сил на борьбу с независимостью Бретани, положил начало карьере основателя бретонского королевства. Однако при жизни Людовика Благочестивого Номиноэ, став в 831 году единоличным правителем Ваннского графства, оставался верным присяге, данной императору, и даже помогал франкам в подавлении волнений, охвативших Бретань в 836—837 годах.

### Религиозные реформы

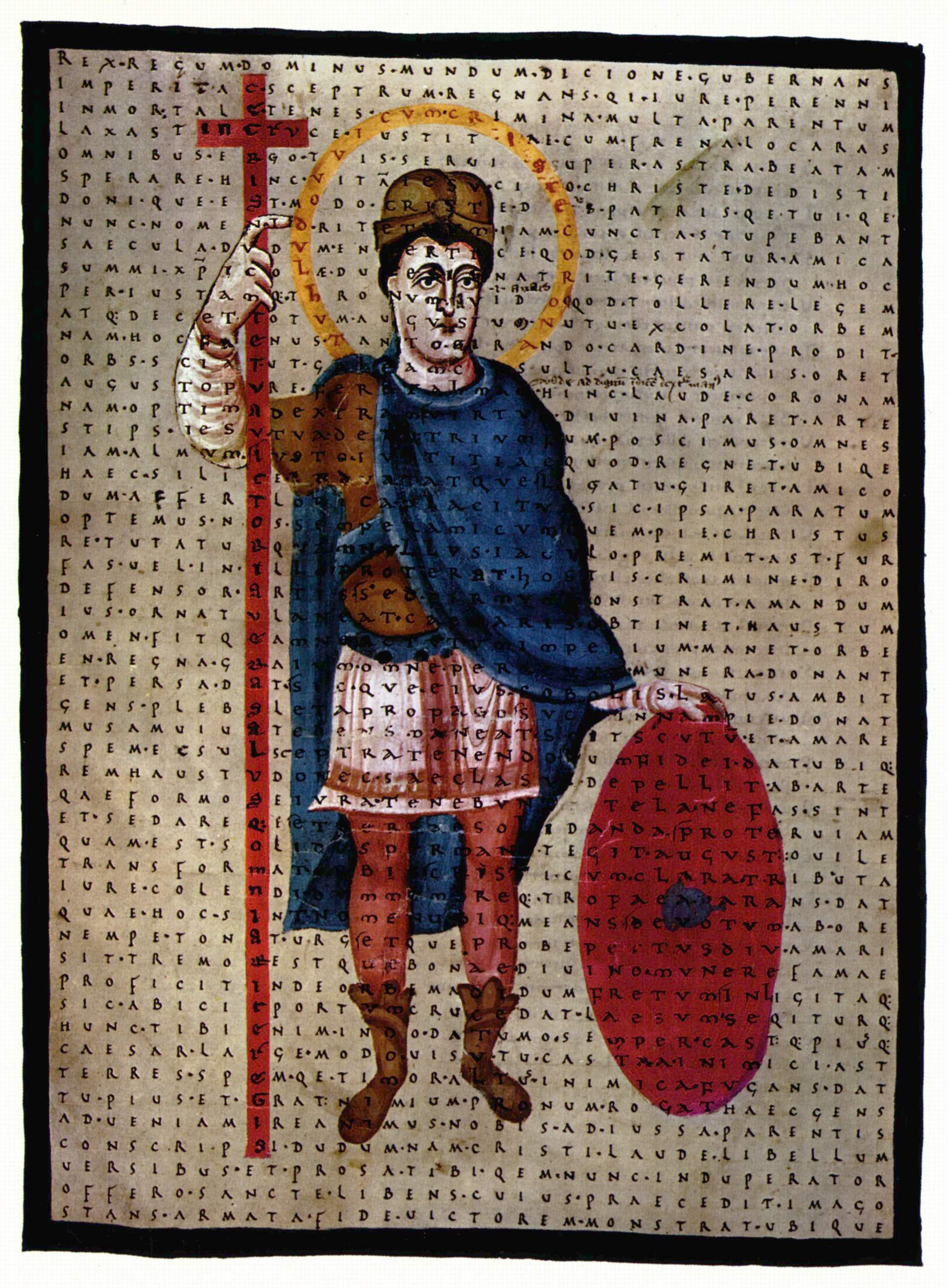
Людовик I Благочестивый. Миниатюра, созданная около 840 года в Фульдском монастыре для поэмы «О похвале Святому Кресту» Рабана Мавра. Миниатюра написана поверх текста, написанного без пробелов

Ещё в Аквитании, познакомившись с идеями Бенедикта Анианского по реформированию монастырских правил в сторону усиления аскетизма монахов и ограничения их вольностей, Людовик Благочестивый оказывал покровительство Бенедикту в его преобразованиях. Став императором, он решил распространить разработанные Бенедиктом правила на всю территорию Франкского государства. Для этого в 816—819 годах были проведены три церковных собора, принявшие ряд документов, регламентирующих правила и нормы поведения для монахов и каноников, а также утверждающие для некоторых монастырей право самим избирать себе аббата. Были утверждены меры и против тех, кто откажется следовать этим правилам. Позднее (в 826 году) был издан и большой капитулярий, регламентирующий жизнь каноников. Под влиянием идей Бенедикта Анианского о необходимости укрепления церковной дисциплины, в 820—830-е годы император Людовик всячески покровительствовал проведению реформирования монастырей, основанному на принятии устава Бенедикта Нурсийского, и к концу его правления бо́льшая часть монастырей (особенно в Саксонии и Италии) имели бенедиктинский устав.

### Франкское государство и славяне

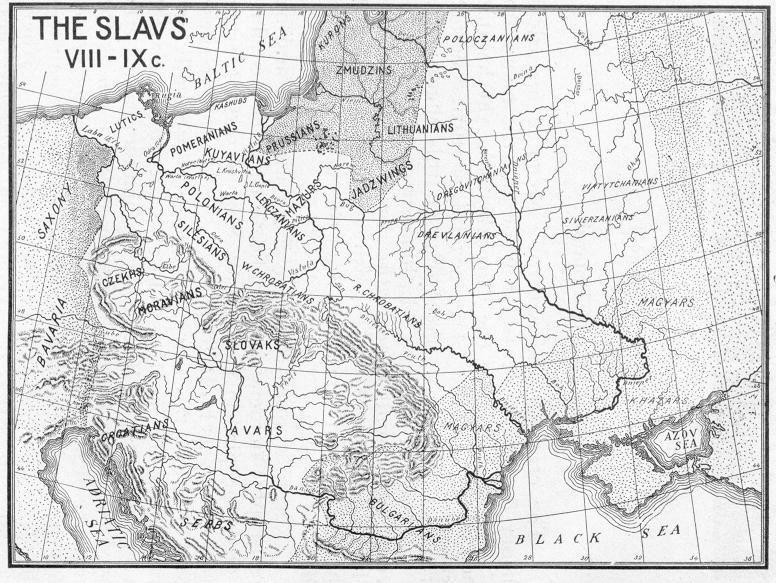
Славяне в VIII—IX в.

Взаимоотношения Франкской империи и славян при Людовике Благочестивом развивались по трём направлениям: во-первых — подчинение Франкскому государству ещё независимых славянских племён; во-вторых — феодализация тех славян, которые уже признавали над собой власть франков и, в-третьих — христианизация славянских земель. Среди основных славянских народов, с которыми франки имели дело, были хорваты, карантанцы, ободриты и сербы, а также предки современных болгар.
Попытки подчинения земель хорватов привели в 819—822 годах к широкомасштабному восстанию против франков, которое возглавил князь Людевит Посавский. Заключив союз с другими славянскими племенами, Людевит отказался признавать над собой власть императора. В ответ франки совершили в 819 году поход в подчинённую Людевиту Паннонскую Хорватию, однако не смогли нанести ему существенного военного урона. Это побудило Людовика заключить союз с другим хорватским князем, Борной, в борьбе с которым Людевит понёс значительные потери. Во время следующих походов (в 820 и 821 годах) франки подвергли разорению все области Людевита, заставив его перейти к обороне. Им также удалось вновь установить контроль над союзниками Людевита карниольцами и карантанцами. В результате этих успехов франков, Людевит Посавский был вынужден бежать из своих владений и вскоре погиб. Восстание было подавлено.
В 817 году маркграф Фриуля Кадолаг установил контроль франков над славянами Карантании. В 828 году, после подавления восстания Людевита Посавского, император Людовик принял решение о ликвидации зависимого от франков славянского княжества Карантания и нескольких других мелких славянских владений. Местные вожди были лишены власти, княжества были упразднены и на их месте образованы 3 франкские марки: Восточная марка, Карантанская марка (впоследствии стала герцогством Каринтия) и Крайнская марка.
С ободритами у франков бо́льшую часть правления Людовика Благочестивого были мирные отношения, омрачённые только мятежом 817—819 годов, в результате которого князь Славомир, заключивший союз с данами, был свергнут и пленён франками. Однако уже вскоре ободриты вновь стали союзниками франков и, признавая авторитет и влияние Людовика, в 823 и 826 годах обращались к нему с просьбой разрешить их внутриплеменные споры о власти, которые император решил в пользу князя Цедрага.
В 827 — 830 годах франки вели войну с болгарами. Ещё в 818 году к Людовику прибыли послы от славянских племён абодритов (восточной ветви ободритов), годускан и тимочан, недавно отложившихся от болгар, с просьбой о покровительстве, на что император дал согласие. Болгарский хан Омуртаг, желая восстановить контроль над этими народами, в 825 году вёл с Людовиком переговоры, однако они ни к чему не привели. В результате в 827 и 829 годах болгары совершили походы против славян Среднего Подунавья и установили над ними свою власть. В 830 году между франками и болгарами был заключён мир на условиях статус-кво, однако, после смерти хана Омуртага и последующего ослабления Болгарии, в 838 году франкам удалось восстановить власть над славянами Паннонии.
Одним из основных направлений политики Людовика Благочестивого в отношении славян была их христианизация. В основном ею были затронуты те территории, которые признавали над собой верховную власть императора Запада. Согласно интерпретации рядом историков сообщения императора Византии Константина Багрянородного, князь Далматинской Хорватии Борна принял христианство и крестил многих хорватов. Находившийся в плену у франков, князь ободритов Славомир в 821 году был крещён. В документах епископства Пассау содержится известие, вероятно, весьма преувеличенное, о том, что епископ Регинхар окрестил «всех мораван». Незадолго до 830 года князь Нитранского княжества Прибина построил в своей столице Нитре церковь, а в 833 году крестился сам. Архиепископы Зальцбурга активно проповедовали христианство в Паннонии. Наибольшие успехи были достигнуты в Карантании, находившейся в непосредственном подчинении Франкского государства. В дальнейшем политику императора Людовика по распространению христианства среди славян успешно продолжил его сын Людовик II Немецкий.

### Южная граница и Испания
Продолжала оставаться напряжённой ситуация в южной части Франкского государства, где постоянные восстания в Васконии и Испанской марке, а также войны с Кордовским эмиратом поставили под угрозу власть франков.
Пытаясь в рамках проводимой им всеобщей унификации империи отрегулировать взаимоотношения центра с различными частями государства, Людовик Благочестивый в 815 году издал в Падерборне так называемую Constitutio Hispanis, в которой утверждались права и обязанности приграничных с Испанией областей государства. Однако принятие этого акта не привело к стабилизации ситуации в этом регионе. Уже в 818 — 820 годах в Васконии произошло восстание, с трудом подавленное герцогом Беренгарием Тулузским и графом Оверни Гверином. С этого времени начинается обособление ранее входивших в Испанскую марку Памплоны и Арагона: в 820 году граф Памплоны Иньиго Ариста изгнал из Арагона франкского ставленника и поставил здесь правителем своего союзника Гарсию I Злого. В 824 году наваррцы и арагонцы в союзе с мусульманами разбили в Ронсевальском ущелье посланное против них франкское войско, после чего Иньиго Ариста принял королевский титул.
С маврами франки сами разорвали заключённое в 815 году перемирие. В 822 году франкское войско под командованием графа Барселоны Рампо совершило нападение на земли мусульманского клана Бану Каси. В ответ местный правитель Муса II ибн Муса разорил Сердань и область Нарбонны, а баски получили союзника в борьбе с империей. Когда в 826 году в Испанской марке вспыхнуло восстание под предводительством Аиссы, восставшие получили помощь от мусульман: в 827 году мавры вторглись во владения франков и осадили Барселону. Благодаря графу Барселоны Бернару нападение было отбито, однако неудачные действия графов Гуго Турского и Матфрида Орлеанского, посланных на помощь Бернару императором Людовиком, привели к лишению их должностей. Так начала складываться оппозиционная Людовику Благочестивому группировка франкской знати. Война с испанскими мусульманами продолжалась до 831 года, когда между Франкским государством и Кордовским эмиратом был заключён мир.
В 836 году в Васконии произошло очередное восстание, подавленное королём Аквитании Пипином I, однако волнения здесь продолжались до самого конца правления императора Людовика.
Таким образом, к концу правления Людовика Благочестивого, Франкское государство потеряло ставшие независимыми Памплону и Арагон, а восстания в Васконии привели к значительному ослаблению власти франков в этом регионе.

### Смута 830—834 годов

#### Новый раздел Франкского государства

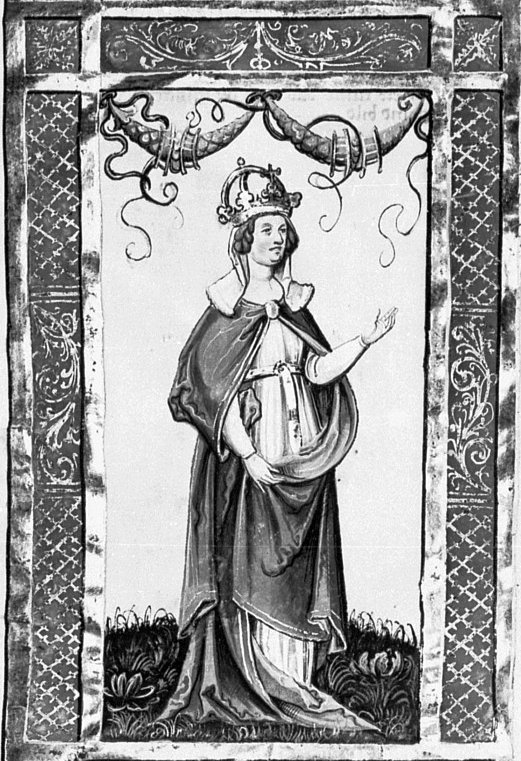
Юдифь, хроника Вельфов

Когда 3 октября 818 года скончалась жена Людовика Благочестивого Ирменгарда, император выразил желание удалиться в монастырь, но его советники уговорили его остаться на престоле и выбрать себе новую супругу. Ею стала красавица Юдифь, дочь баварского графа Вельфа. Людовик горячо полюбил её и его страсть к ней ещё больше усилилась после рождения в июне 823 года их сына Карла. Вскоре Юдифь стала настаивать на том, чтобы Людовик обеспечил будущее их сына, выделив ему надел, как это было сделано в отношении его старших братьев. Поддавшись на её уговоры, император объявил в 829 году, что даёт Карлу Алеманию, Рецию и часть Бургундии. К этому времени вокруг сыновей Людовика Благочестивого — Лотаря и Пипина — сложилась группировка знатных лиц, недовольных политикой Людовика или отстранённых от его двора интригами Юдифи. Сначала они пытались зародить в императоре сомнение относительно верности Юдифи, обвиняя её в связи с императорским камерарием Бернаром Септиманским, а после того, как это им не удалось и Юдифь сохранила влияние на Людовика, начали склонять сыновей императора к мятежу.

#### События 830 года
Первым из братьев поднял мятеж король Аквитании Пипин I. Воспользовавшись походом императора Людовика в Бретань, он с войском двинулся к Парижу. Императорское войско перешло на его сторону, о его поддержке заявили Лотарь и Людовик Баварский. Императрица Юдифь была арестована и, после того как не смогла убедить мужа добровольно отказаться от престола, была пострижена в монахини. Проведённый в мае 830 года в Компьене, в присутствии Людовика Благочестивого и его сыновей, сейм, постановил отрешить императора от престола и всю власть передать Лотарю. Между тем Пипин и Людовик, недовольные внезапным усилением позиций Лотаря, решили вновь возвратить отцу верховную власть. Проведённый ими в Нимвегене сейм, в отсутствие многих сторонников Лотаря принял решение возвратить Людовику Благочестивому императорскую корону, а также возвратить ему жену. Видя, что бо́льшая часть знати империи выступила в поддержку Людовика, Лотарь не решился начать с ним войну, прибыл к отцу и добился прощения.

#### Низложение

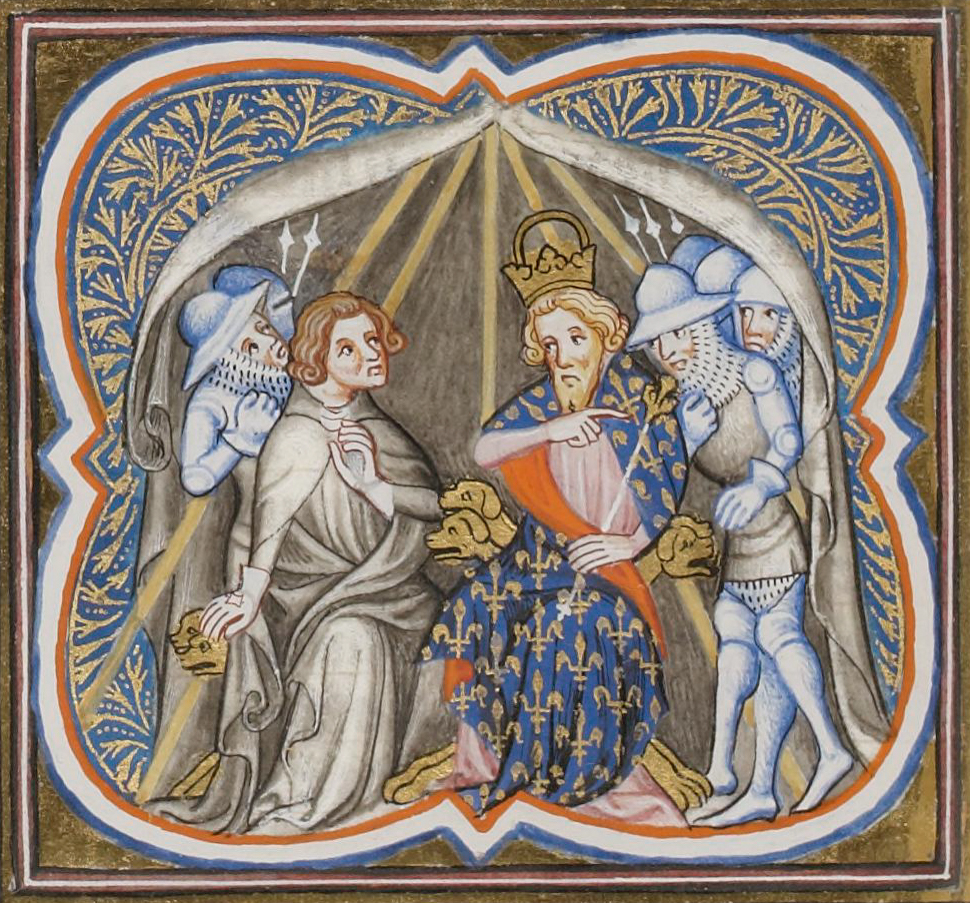
Людовик Благочестивый изгоняет своего сына Пипина Аквитанского.

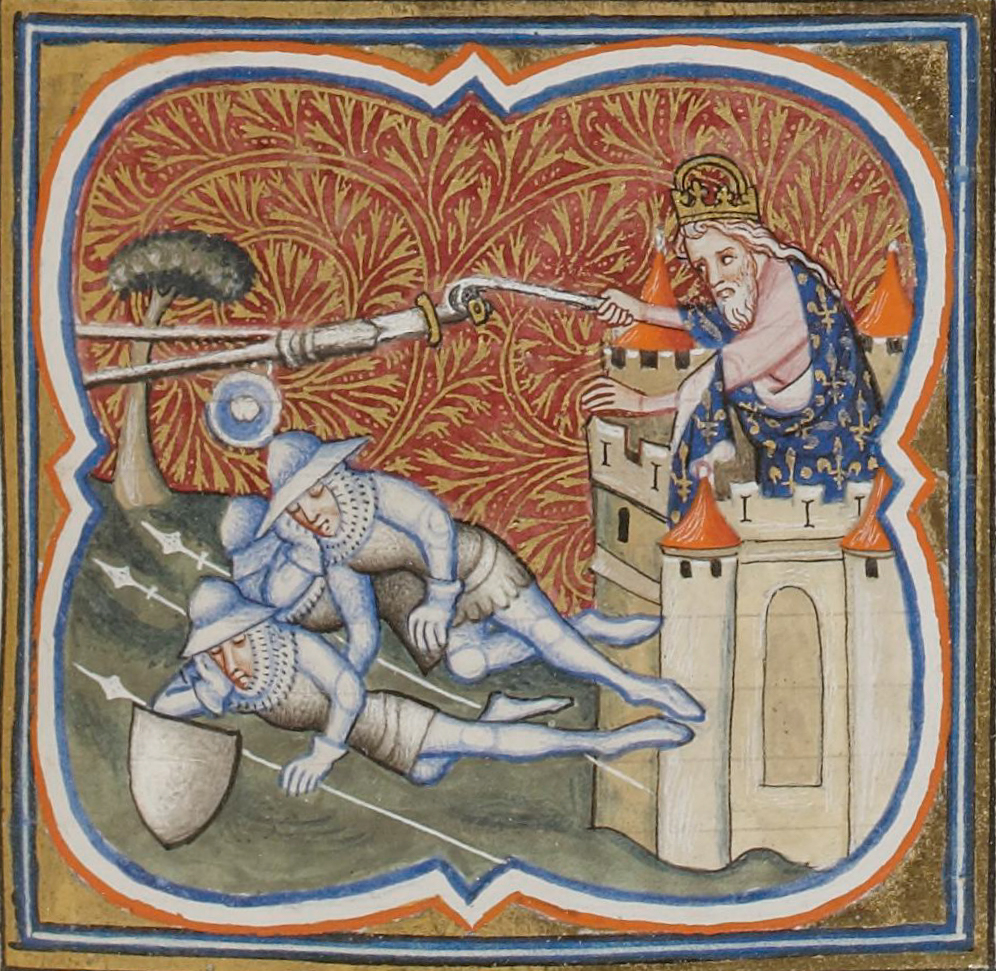
Людовик Благочестивый в заключении в Суассоне похищает меч у спящего стражника.

В 831 году Людовик Благочестивый даровал амнистию всем лицам, замешанным в прошлогоднем мятеже. На генеральном сейме в Ахене Юдифь поклялась в своей верности мужу и была оправдана. В этом же году император Людовик обнародовал новые условия раздела Империи, по которому за Лотарем осталась только Италия, а Карл получал титул короля и, в дополнение к ранее полученным областям, наделялся всей Бургундией, Провансом, Септиманией и землями в Нейстрии с городами Лан и Реймс.
Пострадавший от нового раздела, король Аквитании Пипин в октябре 831 года отказался явиться на сейм в Тионвиле и через 2 месяца, по приказу императора Людовика, был задержан в Ахене, но сумел бежать. В это же время, Людовик Баварский поднял мятеж, требуя отмены раздела, но его выступление было подавлено императором. Состоявшийся в апреле 832 года в Орлеане сейм постановил лишить Пипина Аквитании и передать её Карлу. Пипин был снова схвачен и снова бежал, вернулся в Аквитанию, где поднял новый мятеж против отца.
Зимой 833 года о поддержке Пипина объявил Лотарь, а папа римский Григорий IV заявил о намерении выступить посредником между императором Людовиком и сыновьями. Весной Лотарь с войском выступил к Кольмару, где соединился с Пипином Аквитанским и Людовиком Баварским. Войско братьев встало на Красном поле. В июне сюда же с войском подошёл и Людовик Благочестивый. Желая разрешить конфликт миром, император вступил с сыновьями в переговоры, но те, для вида в течение нескольких дней ведя переговоры, сумели тайно переманить на свою сторону бо́льшую часть войска императора. Видя, что от его войска осталась лишь горстка воинов, Людовик Благочестивый 29 июня прибыл в лагерь сыновей и отдался на их милость. Он был разлучён с семьёй и отправлен в Суассон, где его содержали в монастыре. Юдифь была сослана в Тортону, а её сын Карл — в Прюм.
Проведённый вскоре совет знати постановил передать верховную власть во Франкском государстве Лотарю, однако Людовик Благочестивый вновь отказался покинуть престол и постричься в монахи. 1 октября 833 года на заседании в Компьене епископы Агобард Лионский и Эббон Реймсский обвинили Людовика в неспособности управлять государством, а 7 октября Людовику был зачитан приговор, согласно которому он должен был, признав справедливыми все предъявленные ему обвинения, быть лишён трона и заключён в монастырь. Людовик принял решение суда со смирением и это привело к тому, что многие стали жалеть императора, подвергнувшегося столь унизительной процедуре.

#### Восстановление на престоле
Вскоре во многих частях Франкского государства стали собираться отряды сторонников Людовика Благочестивого. Зимой 834 года о поддержке отца заявил Людовик Баварский, а затем и Пипин Аквитанский. 28 февраля на церковном соборе в Тионвиле епископы объявили о полной невиновности Людовика, а 1 марта Людовик был освобождён из-под стражи в Компьене. Верные ему епископы сняли с него церковное отлучение и постановили вернуть ему престол, а также супругу и младшего сына. На встрече в Кьерси Людовик Благочестивый примирился с Пипином Аквитанским и Людовиком Баварским.
Между тем Лотарь собрал в Бургундии войско и двинулся против отца. Его приближённые, графы Ламберт Нантский и Матфрид Орлеанский, разбили войско сторонников императора, а сам Лотарь сжёг Шалон, казнив здесь многих приверженцев Людовика Благочестивого. Однако в июне 834 года в сражении около Блуа Лотарь был разгромлен, потеряв почти всё войско. Тогда он явился к императору Людовику и на коленях просил у отца прощения. Людовик Благочестивый примирился с сыном, но оставил за Лотарем только Италию, лишив его титула соправителя. Все сторонники Лотаря, поддержавшие его в мятеже, были смещены с постов, многие арестованы или сосланы. При этом раздел Франкского государства, по которому Карл получал обширные владения, был отменён решением Людовика Благочестивого.

### Франкское государство и норманны
Начиная с правления императора Людовика I Благочестивого главной внешней угрозой для Франкского государства становятся нападения норманнов.
В 810-е годы, пока датские конунги были заняты борьбой за престол, Империя не подвергалась набегам, а прибытие в 814 году к Людовику одного из претендентов — Харальда Клака — позволило императору получить союзника среди датских владетелей. Более 40 лет Харальд оспаривал престол Ютландии у короля Хорика I. Несколько раз он приходил к Людовику с просьбами о помощи. Прибыв в июне 826 года в Ингельгейм, Харальд Клак принял под влиянием императора решение креститься и осенью этого года в Майнце, в присутствии всего двора, принял крещение вместе с семьёй и приближёнными. Пользуясь этим, император начал направлять миссии в подвластные Харальду Клаку области, с целью их христианизации: в 822—823 годах в Ютландию были отправлены архиепископ Реймса Эббон и епископ Бремена Виллерих, но их успехи оказались очень скромными, однако посетившему Ютландию в 826—827 годах святому Ансгару удалось крестить значительное число данов.
Из-за нового изгнания Харальда Ансгар был вынужден возвратиться, но в 829—831 годах он совершил миссионерскую поездку в Бирку (в Швеции), где так же успешно проповедовал христианство. Для дальнейшей христианизации Скандинавии по инициативе императора в 831 году в Гамбурге была основана новая епархия, первым епископом которой был поставлен Ансгар.
С Людовика Благочестивого начинается практика предоставления франкскими королями норманнским конунгам в управление областей во Франкском государстве: в 826 году он пожаловал Харальду Клаку область Рюстринген на реке Везер.

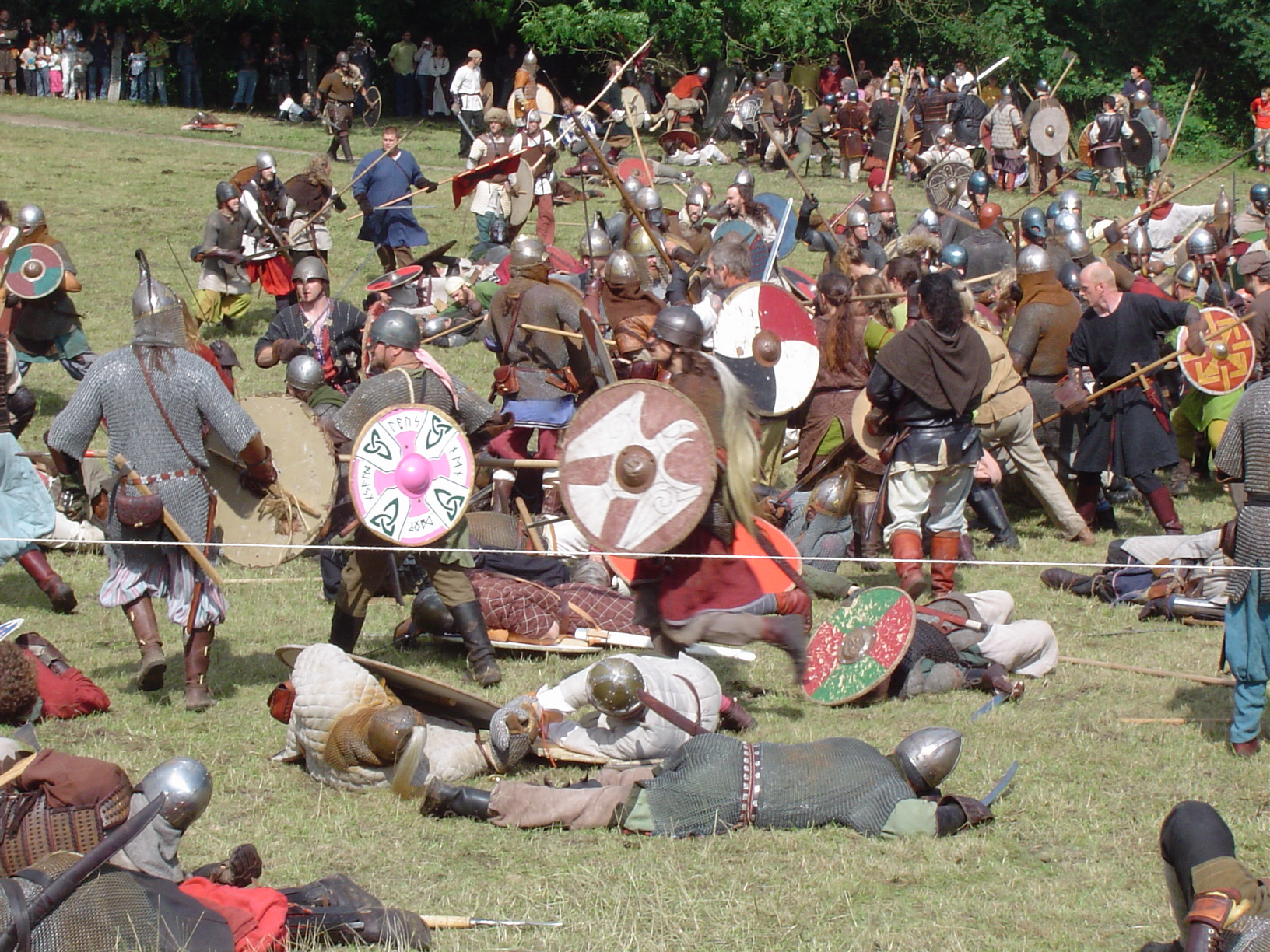
Атака викингов. Современная реконструкция.

Между тем возобновились нападения норманнов на земли Франкского государства. Главными целями набегов были области в устьях крупных рек в северной части империи. Первое подобное нападение зафиксировано в 820 году, когда франкские отряды береговой стражи сумели разбить войско норманнов, разграбивших Фландрию, однако затем их остаткам флота удалось совершить успешное нападение на Аквитанию.
В дальнейшем успех всегда сопутствовал норманнам. При этом подвергались нападениям не только сельские районы страны, но и крупные города. Набегам подвергались все северные области империи: в 824 году был разграблен остров Нуармунтье (в устье Луары), в 825 году разорены Фрисландия и Бретань, в 828 году король Ютландии Хорик I совершил нападение на Саксонию. Нападения ещё больше усилились, когда в результате смуты 830—834 годов произошла полная дезорганизация управления империи, а войска были задействованы в столкновениях Людовика Благочестивого с сыновьями. Уже в 830 году норманны совершили новое нападение на остров Нуармунтье и разграбили близлежащие монастыри. С 834 по 837 год викинги ежегодно грабили большой торговый порт Дорестад, главный пункт связи континентальной Европы с Британией. В 835 году была подвергнута нападению Фрисландия, в 837 году разрушен Антверпен, взяты Доорник и Мехелен, а остров Влахерн (в устье Шельды) сделан опорной базой норманнов. В 838 году норманны под предводительством Гастинга сожгли Амбуаз. Таким образом, к концу правления Людовика из-за неспособности властей оказать отпор оказались разорены все прибрежные области Саксонии, Фрисландии, Фландрии и многие северные районы Нейстрии, значительно ослабли связи Франкского государства с Британскими островами.
Ко времени Людовика Благочестивого относится первое точно датированное свидетельство о народе Рос (русь), представители которого в мае 839 года прибыли в составе византийского посольства ко двору императора. Франки признали в русах свеонов (gentis Sueonum) и, ввиду постоянных набегов норманнов, задержали послов руси до выяснения обстоятельств.

### Отношения с церковью

Церковные центры Франкской империи (VIII—IX вв.).

С юности являясь глубоко набожным человеком, Людовик всегда покровительствовал христианской церкви и римским папам. Проводя реформу монастырей, он старался усилить роль епископов, которых планировал сделать представителями императорской власти на местах, в связи с чем были предприняты меры для увеличения независимости епископов от местных светских властей. Людовик также требовал от епископов повышения их образованности.
Во время правления Людовика I во Франкском государстве было проведено 29 церковных соборов, многие из которых проходили при непосредственном участии императора. Из них наиболее важными являются соборы в Ахене (816, 817 и 818 — 819 годы), на которых была принята программа реформ монастырей, а также Парижский собор 825 года. На последнем духовенство франкской церкви подтвердило свою приверженность умеренному иконоборчеству, выработанному ещё при Карле Великом. Согласно постановлениям собора, иконы во Франкском государстве предназначались не для почитания, а для украшения храмов и почитания изображённых на иконах святых. Резкой критике было подвергнуто недавнее восстановление иконопочитания в Византии, однако, одновременно собор осудил и радикальную иконоборческую доктрину епископа Клавдия Туринского.
В отношении римских пап политика Людовика Благочестивого носила двойственный характер: с одной стороны император признавал безусловный авторитет папы как главы христиан Запада, с другой стороны предпринимал успешные попытки поставить папство под свой контроль. Закрепив за папами право назначать без предварительного согласования с императором епископов в империи, Людовик требовал соблюдения от пап процедуры одобрения кандидатуры нового папы самим императором и присутствия на церемонии его рукоположения императорских посланцев. Только после этого, по мнению императора, власть папы становилась полностью легитимной. Подробный документ (Constitutio Romana), устанавливающий отношения пап римских с имперской властью, был с согласия Людовика издан его сыном Лотарем в 825 году.
В первую половину своего правления Людовик выступает не только как покровитель, но и как высший судья над папой римским, который может быть смещён императором, если нарушит важные правила или будет уличён в преступлениях. При Людовике Благочестивом папы римские Лев IV и Пасхалий I представали перед судом имперских посланцев. В каждом послании папы заявляли о своей готовности исполнить все требования императора. Только после смуты 830 — 834 годов папам римским удалось избавиться от опеки со стороны императора Запада.

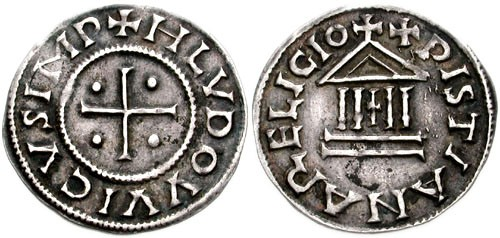
Денье Людовика Благочестивого. На монете изображены христианские символы: крест и храм.

Император Людовик основал множество монастырей (в том числе, Корвейский), заботился о распространении христианства среди славян и скандинавов, его попечением была основана епископская кафедра в Гамбурге. Отсюда его прозвище Благочестивый (лат. Pius). Однако оно закрепилось за ним значительно позднее его смерти, только в X веке. При жизни Людовика термин pius (набожный) входил в его императорский титул и не воспринимался современниками как прозвище. В документах IX—X вв. таким же титулом наделялись короли Восточно-франкского государства Людовик II Немецкий и Людовик IV Дитя. Только после 960 года начинают появляться документы, персонифицирующие прозвание Благочестивый исключительно с Людовиком I.

### Выделение королевства Карлу, младшему сыну Людовика
В последние годы жизни Людовик Благочестивый со всё большей апатией относился к власти, практически перестав заниматься государственными делами и предоставив их жене Юдифи и своим приближённым, а всё свободное время посвящал молитве и пению псалмов. Единственное, к чему он ещё проявлял интерес — это будущее младшего сына Карла. В 837 году по внушению жены Людовик вернулся к намерению выделить королевство младшему сыну. На съезде в Ахене было объявлено об образовании королевства Карла с границами от устья Везера до Луары, а на юге — до Маастрихта, Туля и Осера. Столицей его должен был стать Париж. И Пипин, и Людовик Баварский вследствие этого нового раздела понесли значительный урон.
В марте 838 года Людовик Баварский встретился с Лотарем в Триенте и вёл переговоры о совместных действиях против отца. В ответ в июне того же года император объявил, что отнимает у него Франконию, которую он захватил без его согласия. Из всех владений ему была оставлена только Бавария. Людовик Баварский, которому отец больше всего был обязан своим возвращением на трон, решился с оружием защищать свои приобретения. Людовик Благочестивый выступил против сына и переправился через Рейн. При появлении императора франконцы, алеманны и тюринги немедленно отложились от Людовика Баварского, и тот принуждён был отступить в Баварию. Император победоносно прошёл по Алемании и праздновал Пасху 839 года в своём дворце в Бодмане на Боденском озере; скоро туда явился и мятежный сын с просьбой о помиловании. Император Людовик простил его, но оставил ему только Баварию.

### Смерть Пипина Аквитанского и новый передел королевства
Во время этих событий умер Пипин, король Аквитании. Людовик вызвал в Вормс старшего сына Лотаря и вместе с ним произвёл последний раздел государства между ним и Карлом. Границей владений обоих братьев стала линия, идущая по Маасу и далее на юг до Юры, оттуда по Роне. Таким образом, в королевство Карла вошли Нейстрия, Аквитания, Септимания, Испанская марка и Бургундия до приморских Альп. Ни Людовик Баварский, ни дети покойного Пипина не приняли участия в этом разделе. Более того, земли, полученные Лотарем, были как раз теми, на которые претендовал Людовик Баварский. Этот раздел позже вызвал новую войну между наследниками Людовика Благочестивого.

### Смерть Людовика Благочестивого

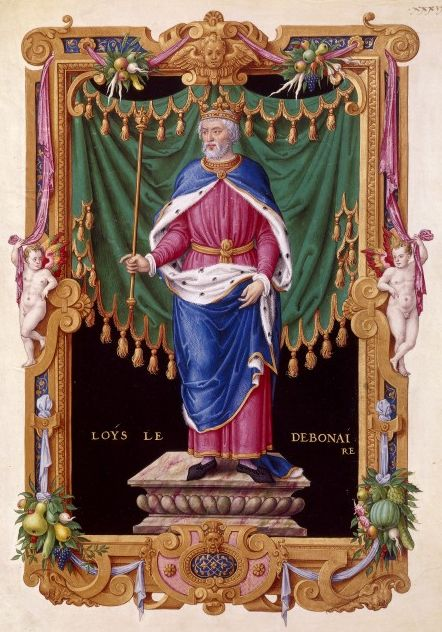
Людовик I Благочестивый (изображение из Национальной библиотеки Франции).

Осенью 839 года император по обыкновению охотился в Арденских лесах. Здесь к нему пришло известие, что аквитанцы взялись за оружие, чтобы защищать права детей Пипина I. Людовик немедленно повёл войска на юг.
Воспользовавшись его отсутствием, Людовик Баварский вновь овладел Алеманией и Франконией. В апреле 840 года Людовик Благочестивый пошёл к Рейну усмирять сына, вернул всё захваченное Людовиком и в начале мая остановился в Зальце. Здесь его охватила тяжёлая лихорадка. День ото дня болезнь усиливалась. Почувствовав приближение смерти, император велел перевезти себя на остров посередине Рейна, близ Ингельгейма. Здесь он, по сообщению Нихарда, в глубокой печали он провёл последние дни. 20 июня 840 года император Запада Людовик I Благочестивый умер на 63-м году жизни (хотя Астроном говорит, что он прожил 64 года). У его постели не оказалось никого из близких, кроме побочного брата Дрого. Тело его с великими почестями было доставлено в Мец и похоронено в церкви Св. Арнульфа, где уже покоилась его мать.
Людовик Благочестивый, наравне со своим отцом, Карлом Великим, удостоился отдельных биографий, написанных его современниками. Два его жизнеописания составили историки Астроном и Теган. Поэт Эрмольд Нигелл посвятил Людовику поэму, в которой описал события первой половины его жизни. Подробное описание правления Людовика Благочестивого содержится в Анналах королевства франков, Бертинских, Фульдских анналах и других хрониках.

## Итоги правления

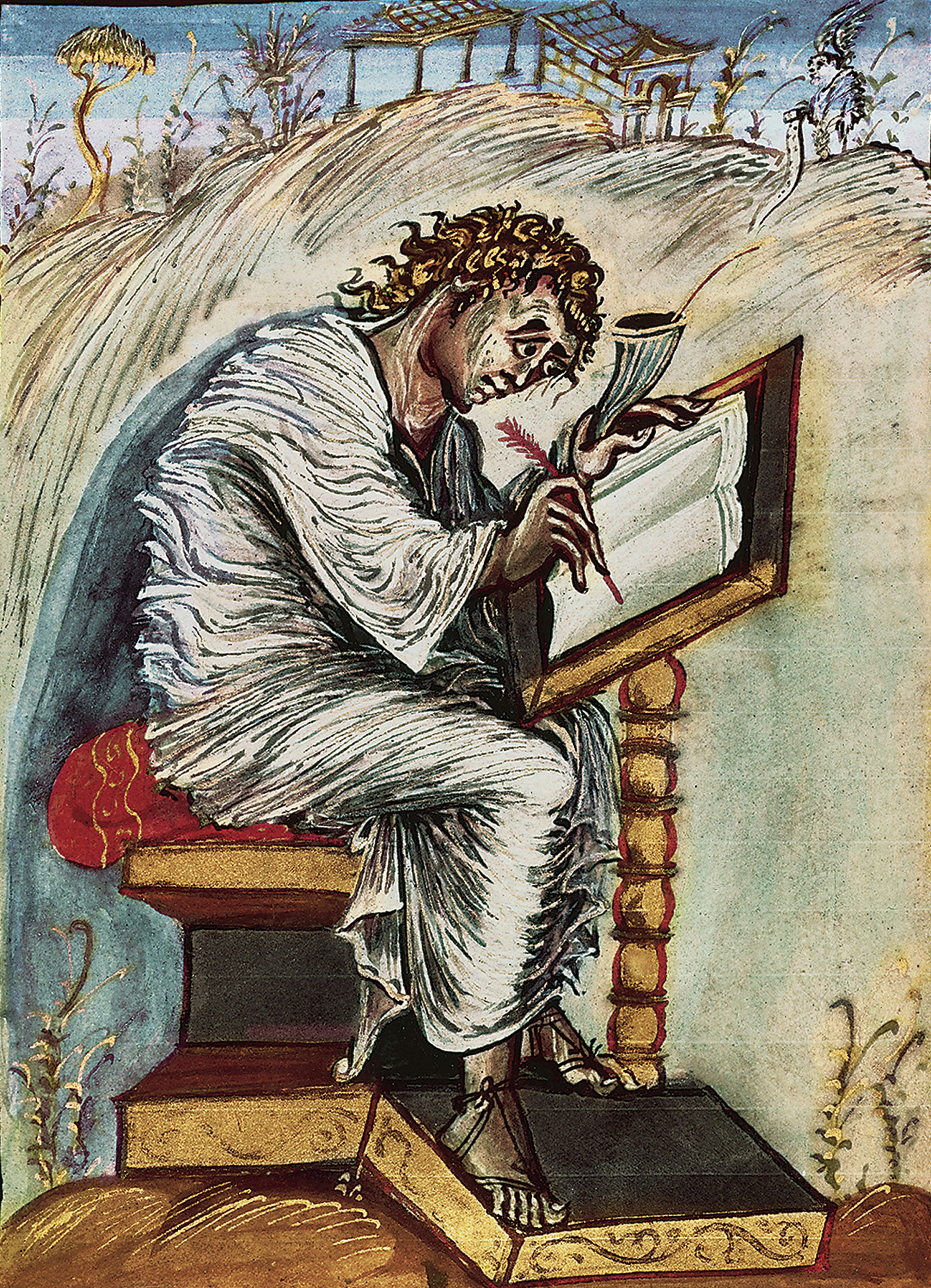
Апостол Матвей. Миниатюра из Евангелия Эббона Реймсского.

Людовик был последним правителем единой Франкской империи. Уже в последние годы его правления империя переживала серьёзный кризис. После его смерти война между сыновьями продолжилась. В результате после битвы при Фонтене (841 год) был заключён Верденский договор 843 года, зафиксировавший раздел империи на 3 королевства: Западно-франкское (будущая Франция), Восточно-франкское (будущая Германия) и Срединное, в свою очередь вскоре распавшееся на 3 части. Но империя, хотя состояла теперь из независимых королевств, некоторое время продолжала считаться единым государством. Её частями правили дети и внуки Людовика. В дальнейшем происходили постоянные разделы и переделы земель, королевства всё больше обособлялись. В конце IX века на землях, входивших в империю Карла Великого, существовало 6 королевств: Западно-Франкское, Восточно-Франкское, Итальянское, Верхне-Бургундское, Нижне-Бургундское и Памплонское. Кроме того в королевствах (особенно это было заметно в Западно-Франкском королевстве) сформировались территориальные образования, правители которых вели себя как независимые правители.
В 884 году империя на короткое время была вновь объединена в руках внука Людовика, Карла III Толстого, но уже в 888 году произошёл окончательный раскол.
По сравнению с эпохами правления его предшественника (Карла Великого) и преемника (Карла II Лысого), время Людовика Благочестивого отмечено незначительным падением активности в сфере литературы и искусства, что связано с особенным вниманием императора к церковным аспектам культуры. Однако и его правление дало миру труды таких выдающихся деятелей Каролингского Возрождения как Агобарда Лионского, Валафрида Страбона, Ионы Орлеанского, Пасхазия Радберта, Нитхарда и других. Это позволяет историкам считать эпоху Людовика Благочестивого временем расцвета культуры Франкского государства.
Многие рукописи, украшенные великолепными миниатюрами, являлись настоящими произведениями искусства (например, Евангелие Эббона Реймсского). Людовик Благочестивый предпринимал меры, чтобы продолжали работать школы, основанные при его отце, так же заботился о повышении общего уровня знаний клира и государственных чиновников. Продолжалось строительство храмов и монастырей.

## Семья
1. 1-я жена: с 794 года — Ирменгарда из Хеспенгау (780 — 3 октября 818), дочь графа в Хаспенгау Инграмма
  1. Лотарь I (795 — 29 сентября 855), король Срединного королевства, император Запада
  2. Пипин I (797 — 13 декабря 838), король Аквитании
  3. Ротруда; муж: граф Лиможа Ратье (умер 25 июня 841) или граф Оверни Жерар (умер 25 июня 841)[101]
  4. Берта; муж: граф Лиможа Ратье (ум. 25 июня 841) или граф Оверни Жерар (умер 25 июня 841)[101]
  5. Хильдегарда (803 — около 23 августа 860), аббатиса монастыря Святого Иоанна в Лане
  6. Людовик II Немецкий (805 — 28 августа 876) — король Восточно-Франкского королевства
2. 2-я жена: с 819 года — Юдифь Баварская (805 — 19 или 23 апреля 843), дочь графа Альтдорфа Вельфа I
  1. Гизела (820 — 5 июля 874); муж: с 836 года — маркграф Фриуля Эбергард (около 810—866)
  2. Карл II Лысый (13 июня 823 — 6 октября 877), король Западно-Франкского королевства

От связи с Теоделиндой Сансской имел двух детей:
1. Альпаис (Эльфейд) (794—852); муж: граф Парижа Бего (около 755/760 — 28 октября 816)
2. Арнульф (794—841), граф Санса

Считалось также, что дочерью Людовика была Аделаида, жена Роберта Сильного. Однако сейчас эта версия практически отвергнута. Аделаида считается дочерью графа Гуго III Турского (около 765 — около 837), вдовой графа Осера Конрада I Старого.